# Роллербол (фильм, 1975)
«Роллербол» (англ. Rollerball) — американский фантастический кинофильм 1975 года по одноимённому рассказу американского писателя Уильяма Гаррисона. Премия «Сатурн» за лучший научно-фантастический фильм 1976 года.

## Сюжет
Действие картины происходит в 2018 году. Миром, где нет войн и преступлений, правит всесильная корпорация Energy. Самый популярный командный вид спорта, заменивший все остальные,— роллербол, соревнование в скорости и жестокости. Поединки между командами происходят на треке, где спортсмены выступают на роликовых коньках и мотоциклах, пытаясь забросить мяч в специальную ловушку. Смерть спортсмена — не редкость в ходе игр в роллербол.
Джонатан Е. — атлет с десятилетним стажем, кумир миллионов. Он выступает за сильнейшую команду из Хьюстона, где расположена штаб-квартира Корпорации. Его высокая популярность очень тревожит руководителей Корпорации. Они настаивают на уходе Джонатана из большого спорта и предлагают ему отличные условия, но получают категорический отказ. Спортсмен не хочет идти на поводу у тех, кто навязывает свою волю даже в решении вопроса о том, с какой женщиной ему жить. Джонатан пытается понять, с чем связаны такие беспощадные правила игры, но все книги на эту тему в библиотеках засекречены.
Перед ответственной игрой с командой из Токио боссы корпорации подстраивают смену правил игры, которая становится ещё более жестокой. Джонатан соглашается и с этим. 
В кровавой схватке гибнут несколько членов команды Хьюстона. 
Команда выходит в финал на встречу с противниками из Нью-Йорка. В ходе беспощадного противостояния гибнут все, кроме Джонатана и двоих нью-йоркцев. Обезумевшая толпа требует смерти всех, но Джонатан щадит жизнь побеждённых им противников и в полной тишине забрасывает решающий мяч. Глава корпорации мистер Бартоломью в панике спешит к выходу со стадиона, опасаясь за свою жизнь.

## В ролях
- Джеймс Каан — Джонатан Е.
- Джон Хаусман — мистер Бартоломью
- Мод Эдамс — Элла
- Джон Бек — Мунпай
- Моузес Ганн — Клетус
- Памела Хенсли — Маки
- Ральф Ричардсон — библиотекарь

## Съёмки
В качестве офиса корпорации Energy в фильме снимали архитектурный комплекс 22-этажного здания Штаб-квартиры BMW в Мюнхене, при этом бело-голубые эмблемы BMW были заменены логотипом действующей в картине вымышленной компании — оранжевыми кругами.